# Центральна університетська бібліотека Бухареста
Центральна університетська бібліотека Бухареста (рум. Biblioteca Centrală Universitară) — бібліотека в центрі Бухареста, розташована через дорогу навпроти Національного музею мистецтв Румунії.

## Історія
Коли Бухарестський університет був створений у 1864 році, центральної університетської бібліотеки ще не було; цю роль до 1895 року виконувала Центральна державна бібліотека Бухареста. Ця установа була перенесена і розміщена в будівлі університету, а в 1867 році була спеціально реорганізована для потреб університету вченим Августом Требоніу Лауріаном. Вона мала безпомилкову університетську якість, оскільки керувалася спеціальним університетським комітетом (до якого входили ректор, декани факультетів, шкільний ефор і головний бібліотекар як секретар), а з деканами завжди радилися щодо вибору і закупівель. Тим не менше, потреба у власній центральній університетській бібліотеці ставала дедалі очевиднішою.
Нинішня Центральна університетська бібліотека була заснована у 1895 році як Бібліотека Університетської фундації Кароля І. Вона була побудована на землі, придбаній королем Румунії Каролем I для «Університетської фундації Кароля I» (рум. Fundația Universitară Carol I) за проектом французького архітектора Поля Готтеро. Будівництво було завершено в 1893 році і відкрито 14 березня 1895 року. У 1911 році за проектом того ж архітектора будівлю було розширено, а нове крило було відкрито 9 травня 1914 року. Початковий фонд бібліотеки налічував 3 400 томів книг і періодичних видань. У 1899 році колекція зросла до 7 264 томів, у 1914 році — до 31 080 томів, а в 1944 році — до 91 000 томів. У 1949 році (після реорганізації 12 липня 1948 року в Центральну бібліотеку Бухарестського університету) колекція налічувала 516 916 томів; у 1960 році — близько мільйона; а в 1970 році — понад 2 мільйони.
Під час Румунської революції 1989 року в будівлі сталася пожежа і згоріло понад 500 000 книг, а також 3 700 рукописів. Починаючи з квітня 1990 року, будівлю було відремонтовано і модернізовано, а 20 листопада 2001 року її знову відкрили для відвідувачів.

## Відзнаки
- Румунська королівська родина: 81-й член Королівського ордена Хреста Румунського королівського дому.[4]